# 10月政変
10月政変（じゅうがつせいへん）は、1993年10月、ロシアの新憲法制定をめぐって当時のボリス・エリツィン大統領と、ルスラン・ハズブラートフ最高会議議長・アレクサンドル・ルツコイ副大統領を中心とする議会派勢力との間で起きた政治抗争である。モスクワ騒乱事件（モスクワそうらんじけん）とも呼ばれる。

## 経緯と推移
エリツィン大統領との対立を深めていたハズブラートフ最高会議議長は1993年9月にテレビでエリツィンを挑発する発言をし、これに対して1993年9月21日に訪日を控えたエリツィンは、人民代議員大会及び最高会議解散の大統領令（大統領令1400号）を発布し、議会を中心とする反エリツィン陣営の除去に取りかかった。
これを受けて、ハズブラートフは最高会議の緊急会議を召集し、ルツコイ副大統領に大統領全権を付与、ルツコイは「大統領」への就任を宣言した。10月3日、ロシア最高会議ビルに立てこもった。

## 終結
翌10月4日、エリツィンは軍に議会派勢力が立てこもる最高会議ビル占拠を命じ、ハズブラートフ、ルツコイら代議員達は拘束された。政府の推計によると、死者187人負傷者437人、ロシア連邦共産党に近い筋は2,000以上が死亡したとしている。問題の新憲法は同年12月12日に国民投票で可決され、事件はエリツィンら大統領派の勝利のうちに終結した。